# Marcel Herriot

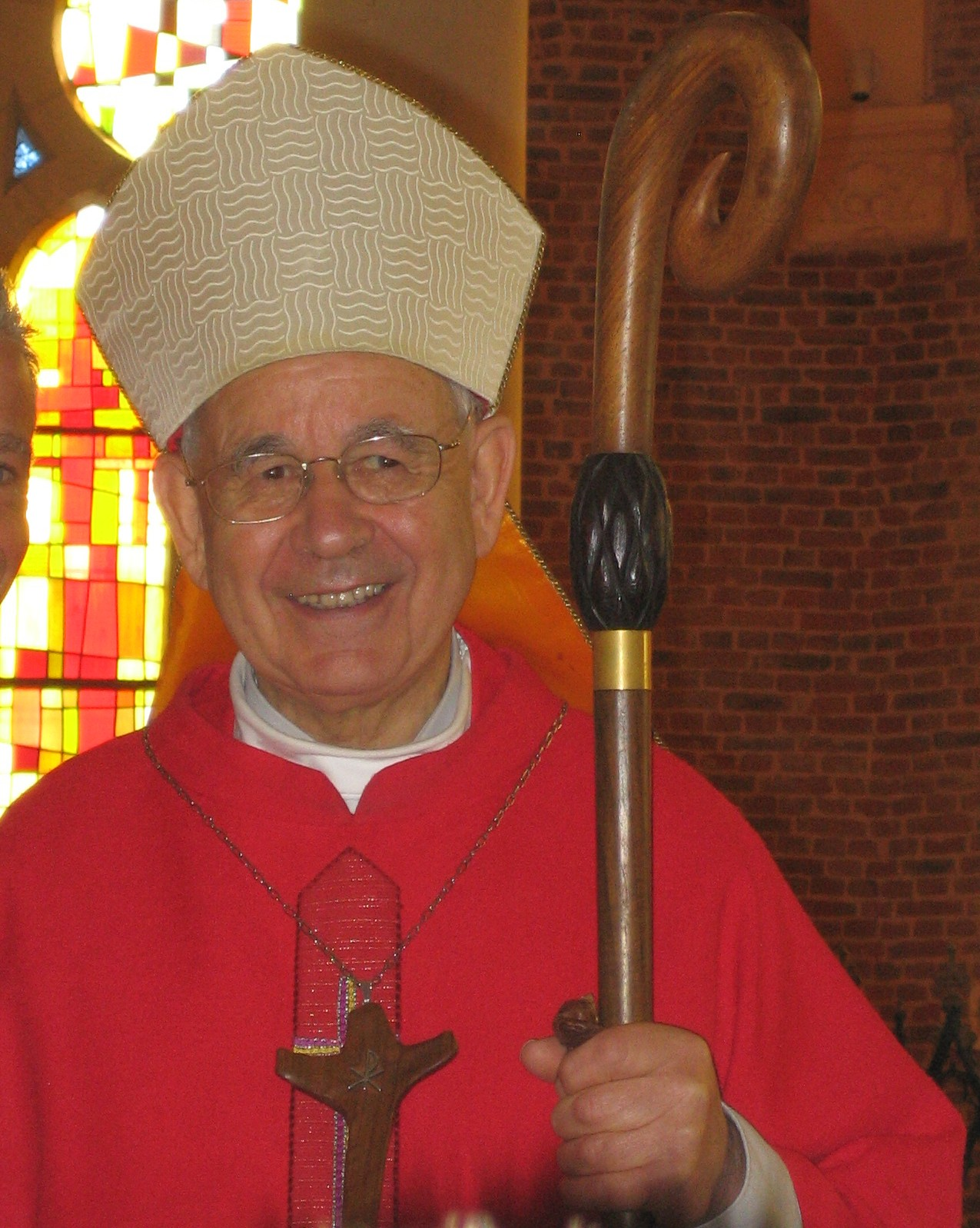
Marcel Herriot

Marcel Paul Herriot (* 18. Mai 1934 in Moussey, Département Vosges, Frankreich; † 14. September 2017 in Saint-Dié-des-Vosges, Frankreich) war Bischof von Soissons.

## Leben
Marcel Herriot studierte Geisteswissenschaften an der Université de Lorraine und Katholische Theologie am Diözesanseminar in Saint-Dié-des-Vosges. Er empfing am 18. April 1960 die Priesterweihe. Nach seelsorgerischer Tätigkeit absolvierte er ein Studium der katechetischen Seelsorge am Institut Catholique de Paris. Er wurde 1966 Diözesandirektor für die Schulen. 1976 übernahm er die Diözesanverantwortung als Bischofsvikar.
Papst Johannes Paul II. ernannte ihn am 25. Mai 1987 zum Bischof von Verdun. Die Bischofsweihe spendete ihm der Bischof von Lille, Jean Vilnet, am 28. Juni desselben Jahres; Mitkonsekratoren waren Paul-Marie Guillaume, Bischof von Saint-Dié, und Pierre Boillon, emeritierter Bischof von Verdun.
Am 29. April 1999 berief ihn Papst Johannes Paul II. zum Bischof von Soissons. Papst Benedikt XVI. nahm am 22. Februar 2008 sein aus gesundheitlichen Gründen vorgebrachtes Rücktrittsgesuch an.
In der französischen Bischofskonferenz war er Mitglied der Katechetischen und Katechumenatenkommission.